# Lucia Herbst
Lucia Herbst (* 1982) ist das Pseudonym einer deutschsprachigen Fantasyautorin.

## Biografie
Lucia Herbst schreibt feministische Fantasyromane mit Bezug auf (antike) Mythen und Märchen.
Mit dem Schreiben begann sie im Jahr 2020 während des ersten Corona-Lockdowns. Die Idee zu ihrem Debütroman »Medusa: Verdammt lebendig« kam ihr, als sie im Film Percy Jackson gesehen hat, wie Medusa geköpft wird. Der Debütroman spielt in der Gegenwart. Medusa hat heimlich überlebt und stellt nun im Zuge der MeToo Bewegung die Götter, die sie einst in ein Monster verwandelt haben, vor Gericht.
Bisher sind vier Romane beim Piper Verlag und Kurzgeschichten in diversen Anthologien erschienen. 
Lucia Herbst wird von der Literaturagentur Agence Hoffman vertreten.
Die Autorin stammt aus Süddeutschland. Nach ihrem Abitur zog sie nach Erlangen, wo sie ein Medizinstudium absolvierte. Derzeit lebt Lucia Herbst mit ihrem Mann, Sohn und Kater in München. Neben ihrer schriftstellerischen Tätigkeit arbeitet sie als medizinische Gutachterin.

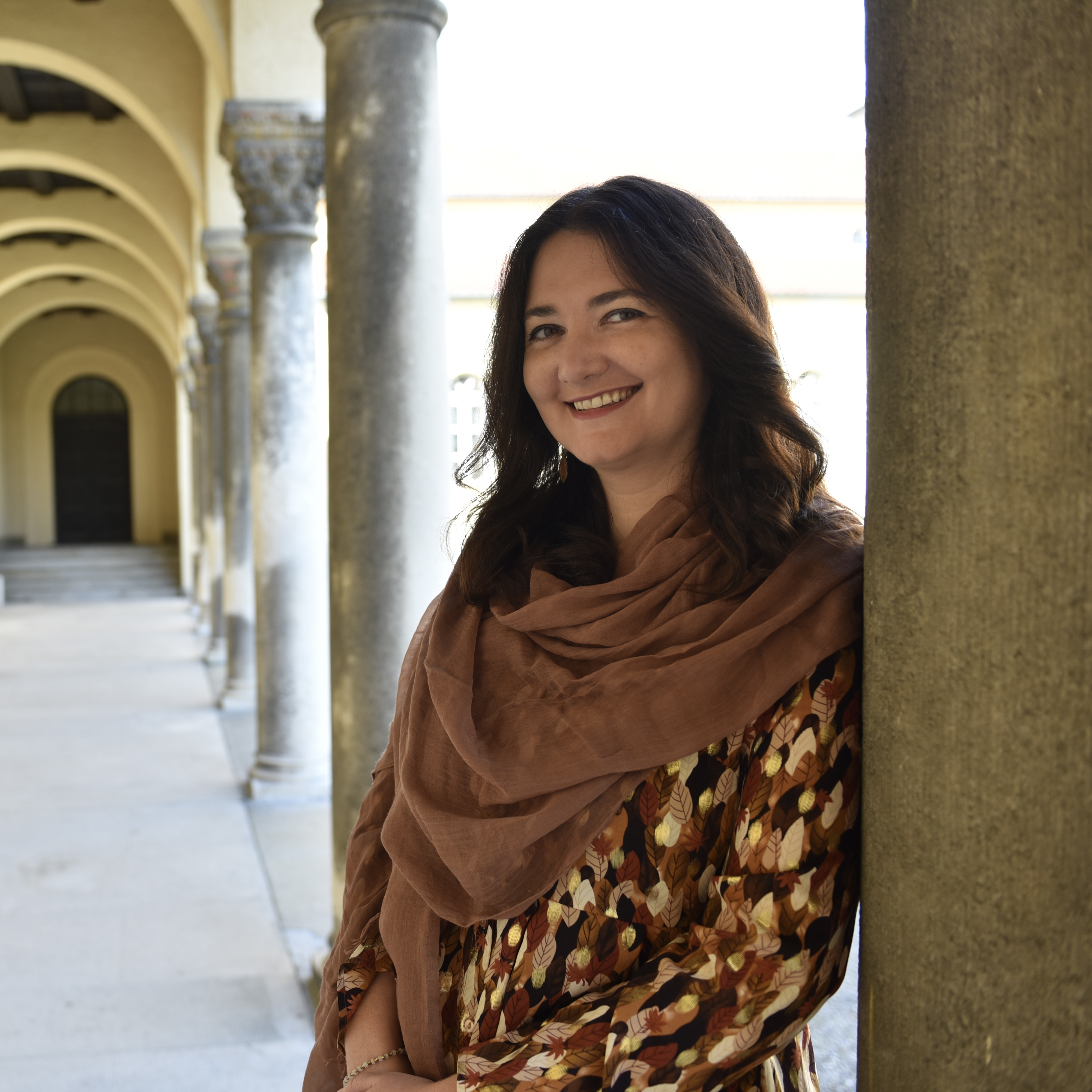
Lucia Herbst

## Auszeichnung
2023 erhielt sie für ihren Roman Medusa: Verdammt lebendig. den Phantastik-Literaturpreis Seraph in der Kategorie Bestes Debüt.

## Veröffentlichungen (Auswahl)
- Medusa: Verdammt lebendig. Piper, München 2022, ISBN 978-3-492-50616-8.
  - Als Hörbuch beim Hörbuchverlag Saga Egmont, gesprochen von Viola Müller, 2024
- Persephone: Verdammt mächtig. Piper, München 2024, ISBN 978-3-492-50717-2.
  - Als Hörbuch beim Hörbuchverlag Saga Egmont, gesprochen von Viola Müller, 2024
- Psyche: Verdammt frei. Piper, München 2024, ISBN 978-3-492-50737-0
- Mirror. Weiß wie Schnee. Piper, München 2024, ISBN 978-3-492-50792-9.

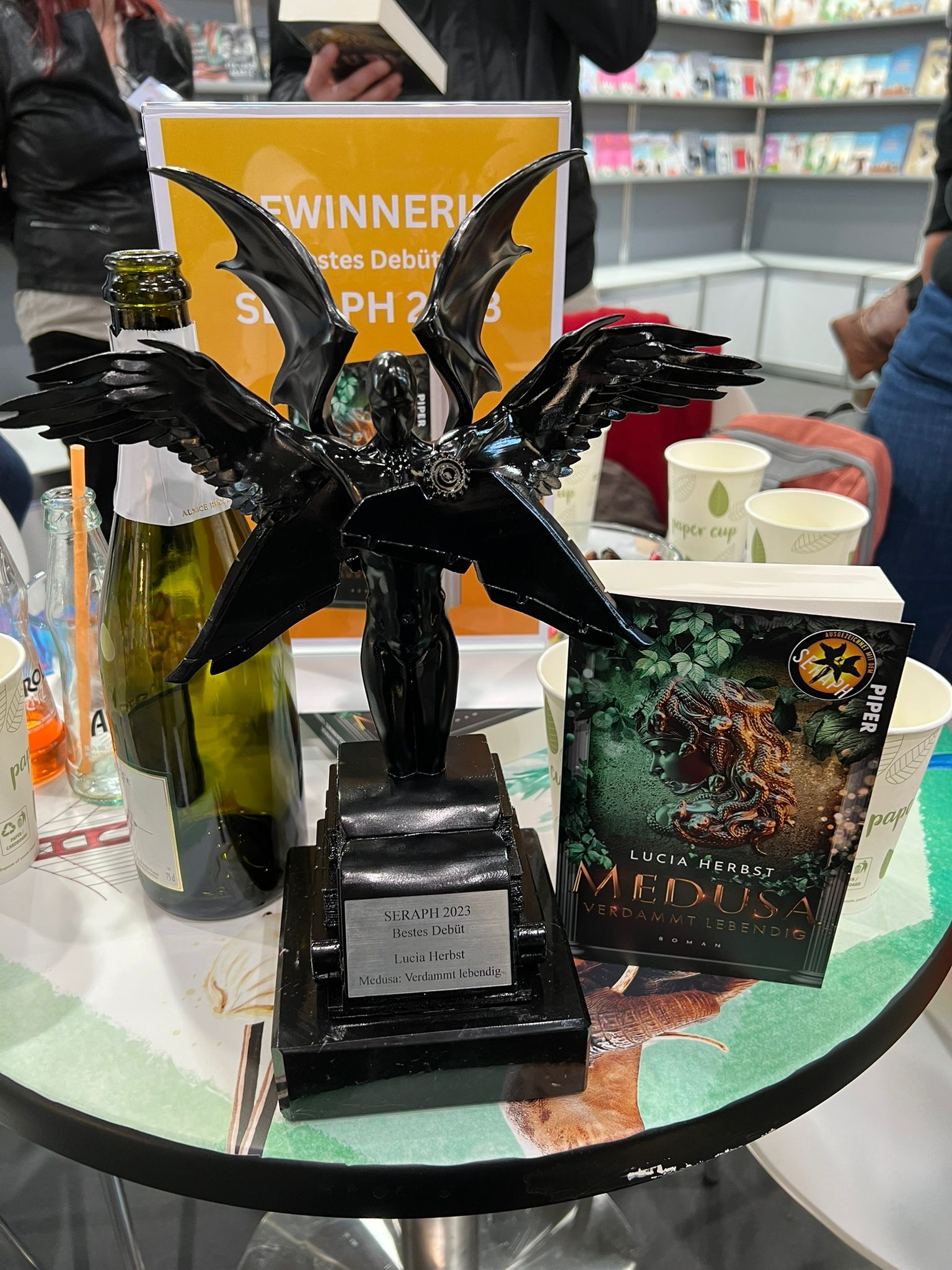
Phantastikpreis für Medusa - Verdammt lebendig in der Kategorie Bestes Debüt